# 브라질 식민지
브라질 식민지는 브라질에 존재했었던 포르투갈 제국의 식민지이다. 포르투갈은 1534년부터 1822년까지 브라질을 지배하였다. 식민지배기간 동안 명칭은 '브라질 도독령'(Capitanias do Brasil, 1534~1549), '브라질 총독령'(Governo-Geral do Brasil, 1549~1621), '브라질국(Estado do Brasil, 1621~1815)이었다.

## 역사
1500년 페드루 알바레스 카브랄이 이끄는 포르투갈 왕국의 탐험가들은 인도로 향하려다가 표류하여 지금의 브라질에 상륙하였고, 브라질을 포르투갈 국왕의 영토로 선포하였다.
그러나 1529년까지 포르투갈은 중국, 인도, 동인도와의 교역에 집중하고 있었기 때문에 브라질에 관심이 없었다. 이때를 노려 일부 프랑스인이 들어와 염료의 재료인 브라질나무 채취를 위해 들어오고 해안을 탐사하였다. 1530년 포르투갈은 마르팅 아폰수 드 소사가 이끄는 원정대를 파견하여 프랑스인의 거주를 금지하고 지금의 상비센치에 정착촌을 건설하면서 본격적인 식민화가 추진된다. 초기에는 15개 도독령으로 나누어 지배하였다가, 브라질 총독령으로 통합하였다. 1572년 브라질을 남부의 리우데자네이루 총독령과 북부의 바이아 총독령으로 나누어 지배하기도 했으나, 1578년 다시 통합하였다. 포르투갈은 이후 사탕수수를 들여와 재배하기 시작했다. 브라질은 사탕수수를 많이 재배하는 동북부를 중심으로 발전하기 시작하였다. 노동력을 충당하기 위해 원주민을 노예로 부리기도 했고, 이로는 부족하자 아프리카에서 많은 노예를 데려오기도 하였다. 프랑스, 네덜란드가 브라질에 진출하기도 했으나 모두 격퇴되었다.
1580년 포르투갈 아비스 왕조가 후손 없이 단절되자, 스페인 국왕이던 펠리페 2세가 포르투갈 왕위를 요구해 포르투갈과 스페인이 연합하여 이베리아 연합이 되었다. 이 기간 동안 스페인과 포르투갈은 같은 나라가 되었기 때문에 토르데시야스 조약에 따라 동부 일부에 국한된 브라질의 영토를 훨씬 넓힐 수 있었고 포르투갈인들이 서부로 확장하기 시작하였다. 1640년 포르투갈의 독립 이후에도 이는 유지되었다. 1621년 다시 브라질 총독령을 남부의 브라질국과 북부의 마라냥국(Estado do Maranhão)으로 분리하여 통치하기 시작하였다. 마라냥국은 1751년 소멸하여 브라질국에 병합된다.

## 미나스의 음모(Inconfidência Mineira)
한편 1789년에는 미국 독립 전쟁에 영감을 받은 브라질인들이 미나스의 음모(Inconfidência Mineira)라는 반란을 시도했으며, 주모자인 상단의 치라뎅치스(1746 ~ 1792)는 포르투갈로부터의 완전한 독립과 공화국 건설을 목표로 하였다.
그러나 음모가 당국에 의해 폭로된 후 이들은 체포되어 3년간의 재판 후 치라뎅치스는 공개 교수형으로 처형되었고 다른 주모자들은 앙골라로 유배를 보냈다. 그가 처형된 날은 1792년 4월 21일인데, 4월 21일은 현재 치라뎅치스의 날(Dia de Tiradentes)이라고 하여 브라질 국경일이다.

## 독립
이후 1807년 나폴레옹 보나파르트의 프랑스 제1제국은 포르투갈을 침공하였는데, 포르투갈 왕실은 1807년 11월 29일 브라질로 망명을 떠났다. 1808년 1월 22일 왕실은 브라질에 도착했고, 포르투갈은 리우데자네이루를 포르투갈의 임시수도로 지정하였다. 1815년 빈 회의에서 포르투갈의 섭정 주앙 왕자는 포르투갈-브라질-알가르브 연합왕국을 선포하여 브라질을 포르투갈과 동급의 왕국으로 격상하였다. 이후 1821년 포르투갈은 다시 리스본으로 환도했는데, 포르투갈 의회는 연합왕국을 해체하고 브라질을 단순한 식민지로 격하할 것을 결의하였다. 브라질인은 격분했고 결국 주앙 6세의 아들인 페드루 1세가 1822년 9월 7일 독립을 선포하면서 포르투갈의 브라질 지배는 끝이 났다. 포르투갈은 이를 인정하지 않았으나, 전쟁 이후인 1825년 5월 13일 포르투갈은 브라질의 독립을 인정했다.